# U-5TS Molot
L'U-5TS «Мolot» (en cyrillique: У-5ТС «Молот» ; marteau) est un canon de char à âme lisse de 115 mm développé à Perm par l'Usine d'artillerie no 9 sous le nom de code 2A20 pour armer le char moyen T-62.

## Munitions
| Munition             | Type                 | Description | Effets | Masse du projectile                              | Vélocité  | Charge explosive | Type percuteur | Masse totale de la munition | Longueur hors tout |
| -------------------- | -------------------- | --- | --- | ------------------------------------------------ | --------- | ---------------- | -------------- | --------------------------- | ------------------ |
| Obus perforants      |                      | | |                                                  |           |                  |                |                             |                    |
| 3BM3                 | Obus-flèche          | Entrée en dotation en 1961, barreau en acier à outils contenant un noyau en tungstène situé à l'avant du barreau, sous la fausse ogive. | Longueur perforée en millimètres : 300 mm ou 130 mm sous une incidence de 60° à une distance de 1 000 m, 270 mm ou 115 mm sous une incidence de 60° à une distance de 2 000 m | 5,55 kg (barreau saboté) 4 kg (barreau seul)     | 1 650 m/s | .                | .              | 22 kg                       | .                  |
| 3BM4                 | Obus-flèche          | Entrée en dotation en 1963, développé comme une alternative moins onéreuse à la munition 3BM3, le barreau est entièrement fait en acier à outils 60KhNM ayant une dureté de 310 HB, une coiffe de perforation faite en acier doux 35KhGSA est placée sous la fausse ogive, elle minimise les chances que le barreau ricoche ou se brise lors de l'impact.                 | Longueur perforée en millimètres : 280 mm ou 110 mm sous une incidence de 60° à une distance de 1 000 m, 200 mm ou 100 mm sous une incidence de 60° à une distance de 2 000 m | 5,55 kg (barreau saboté) 3,196 kg (barreau seul) | 1 650 m/s | .                | .              | 22 kg                       | .                  |
| 3BM6                 | Obus-flèche          | Entrée en dotation en 1970, visuellement identique à la munition 3BM4, le barreau est entièrement fait en acier à outils 35KhZNM ayant une dureté de 600 HB, une coiffe de perforation faite en acier doux 35KhGS est placée sous la fausse ogive, elle minimise les chances que le barreau ricoche ou ne se brise lors de l'impact.                                      | Longueur perforée en millimètres : 280 mm ou 135 mm sous une incidence de 60° à une distance de 1 000 m, 240 mm ou 210 mm sous une incidence de 60° à une distance de 2 000 m | 5,34 kg (barreau saboté) 3,9 kg (barreau seul)   | 1 680 m/s | .                | .              | 21,66 kg                    | 988 mm             |
| 3BM21                | Obus-flèche          | Entrée en dotation entre 1977 et 1979, barreau en acier maraging contenant un noyau en tungstène précédé d'une coiffe de perforation plus massive afin de développer plus d'énergie à l'impact. Nom de code "Zastup" (Bêche) utilise le même barreau que les munitions 3BM24 "Kalač" (Kalatch), 3BM25 "Izomer" (Isomère) de 100 mm et 3BM22 "Zakolka" (Broche) de 125 mm. | Longueur perforée en millimètres : 280 mm ou 135 mm sous une incidence de 60° à une distance de 1 000 m, 240 mm ou 210 mm sous une incidence de 60° à une distance de 2 000 m | 6,26 kg (barreau saboté) 4,5 kg (barreau seul)   | 1 600 m/s | .                | .              | 23,5 kg                     | 990 mm             |
| 3BM28                | Obus-flèche          | Entrée en dotation en 1978, nom de code "Nadfil-1" (Aiguille) utilise le même barreau monobloc en uranium appauvri ainsi que le nouveau sabot allégé en aluminium que la munition 3BM29 "Nadfil-2" (aiguille) de 125 mm. | Longueur perforée en millimètres : 350 mm à une distance de 2 000 m | 6,7 kg (barreau saboté) 4,885 kg (barreau seul)  | 1 650 m/s | .                | .              | 24 kg                       | .                  |
| 3BM36                | Obus-flèche          | Entré en dotation en 1988, nom de code "Kamerger" (Chambellan) utilise le même barreau monobloc en uranium appauvri que les munitions 3BM34 "Val’ŝik" (Bûcheron) de 100 mm et 3BM32 "Vant" (Hauban) de 125 mm. | Longueur perforée en millimètres : de 380 mm à 400 mm à une distance de 2 000 m                                                                                               | .                                                | .         | .                | .              | .                           | .                  |
| Obus à charge creuse |                      | | |                                                  |           |                  |                |                             |                    |
| 3BK4                 | Obus à charge creuse | . | . | .                                                | .         | .                | .              | .                           | .                  |
| 3BK4M                | Obus à charge creuse | . | . | .                                                | .         | .                | .              | .                           | .                  |
| 3BK15                | Obus à charge creuse | . | . | .                                                | .         | .                | .              | .                           | .                  |
| 3BK15M               | Obus à charge creuse | . | . | .                                                | .         | .                | .              | .                           | .                  |
| Obus explosifs       |                      | | |                                                  |           |                  |                |                             |                    |
| OF-11                | Obus explosif        | . | . | .                                                | .         | .                | .              | .                           | .                  |
| OF-18                | Obus explosif        | . | . | .                                                | .         | .                | .              | .                           | .                  |
| OF-27                | Obus explosif        | . | . | .                                                | .         | .                | .              | .                           | .                  |